# Молешты (Яловенский район)
Молешты (рум. Moleşti, Молешть) — село в Яловенском районе Молдавии. Относится к сёлам, не образующим коммуну.

## География
Село расположено на высоте 97 метров над уровнем моря.

## Население
По данным переписи населения 2004 года, в селе Молешть проживает 2783 человека (1398 мужчин, 1385 женщин).
Этнический состав села:
| Национальность | Число жителей | Процентный состав |
| -------------- | ------------- | ----------------- |
| молдаване      | 2317          | 83.26             |
| румыны         | 446           | 16.03             |
| русские        | 10            | 0.36              |
| гагаузы        | 6             | 0.22              |
| украинцы       | 1             | 0.04              |
| цыгане         | 1             | 0.04              |
| болгары        | 1             | 0.04              |
| прочие         | 1             | 0.04              |
| Всего          | 2783          | 100%              |